# Michael Collins (Politiker)
Michael Collins ist ein irischer Politiker der Irish Labour Party. Er gehörte dem Stadtrat von Dublin (Dublin Corporation) an. Als dessen Mitglied bekleidete er von Juli 1977 bis Juli 1978 das Amt des Oberbürgermeisters der Stadt (Lord Mayor of Dublin).